# Старий Кадлубек
Старий Кадлубек (пол. Stary Kadłubek) — село в Польщі, у гміні Стара Блотниця Білобжезького повіту Мазовецького воєводства.
Населення — 174 особи (2011).
У 1975-1998 роках село належало до Радомського воєводства.

## Демографія
Демографічна структура станом на 31 березня 2011 року:
|          | Загалом | Допрацездатний вік | Працездатний вік | Постпрацездатний вік |
| -------- | ------- | ------------------ | ---------------- | -------------------- |
| Чоловіки | 84      | 21                 | 57               | 6                    |
| Жінки    | 90      | 21                 | 48               | 21                   |
| Разом    | 174     | 42                 | 105              | 27                   |